# Tangazo
Tangazo ist ein Verwaltungsbezirk (Ward) des Distrikts Mtwara in der tansanischen Region Mtwara.

## Geografie
Tangazo liegt im Südosten von Tansania. Im Südosten bildet der Fluss Rovuma die Grenze zu Mosambik, der Indische Ozean ist nur etwa zehn Kilometer entfernt.
Die Fläche des Bezirks beträgt 83,6 Quadratkilometer. Bei der Volkszählung 2022 lebten hier 7515 Menschen in 1980 Haushalten.

## Gliederung
Der Bezirk besteht aus vier Gemeinden (Mtaa) mit 16 Orten (Kitongoji):
| Mnaida - Kilimahewa - Kipingo - Mkunguni - Mpondomo - Zahanati | Tangazo - Gulioni - Majengo - Pachani | Kilambo - Mchangani - Migomba - Misufiri - Msijibu - Mmwemberadi | Magomeni - Mnyulumba - Mtakuja - Nang'unde |

## Infrastruktur
- Gesundheit: Im Ort Kilambo befindet sich ein Gesundheitszentrum, das Patienten ambulant behandelt.[6] Im Ort Tangazo gibt es eine Apotheke.[7]